# Carretera Romàntica

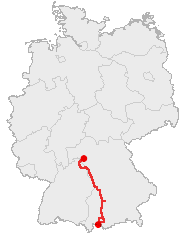
Ruta marcada en un mapa d'Alemanya.

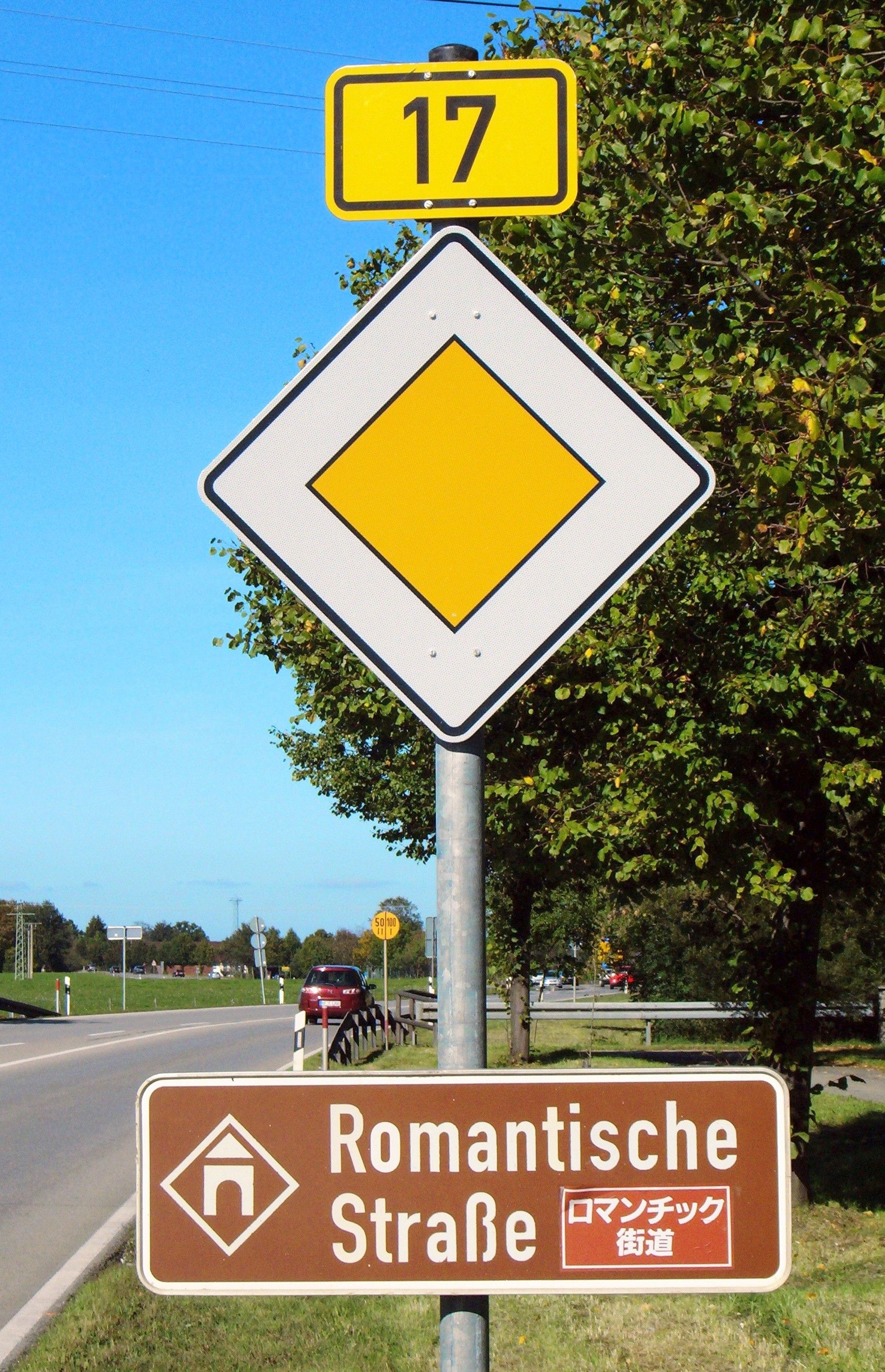
Cartell de la Carretera Romàntica prop de Fuchstal en alemany i japonès

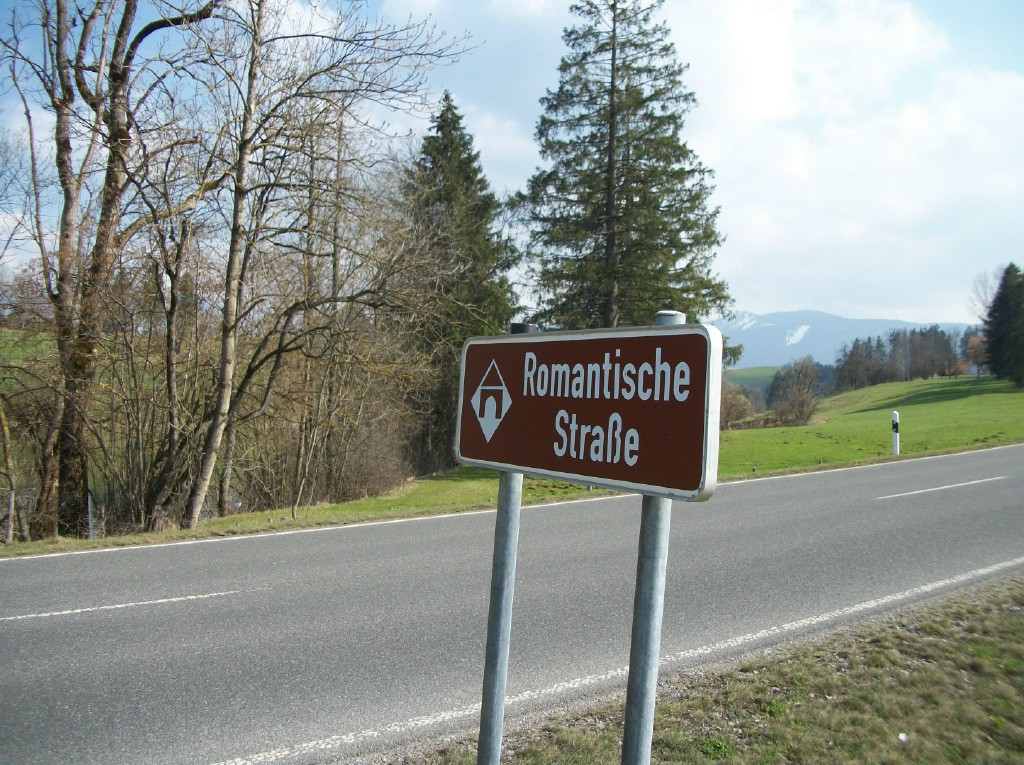
Cartell prop de Peiting, nota el Alps al fons

La Carretera Romàntica (alemany: Romantische Straße) és una ruta escènica enginyada per agents de promocions de viatge la dècada del 1950. Passa per uns 350 quilòmetres de carretera entre Würzburg i Füssen al sud d'Alemanya, concretament a Baviera i Baden-Württemberg, enllaçant un nombre de castells i ciutats pintoresques. En temps medievals, va ser una ruta comercial que connectava el centre d'Alemanya amb el sud. Avui, aquesta regió és pensada per molts viatgers internacionals per posseir "cultura quintesalista" i decorat alemany, en ciutats com Nördlingen, Dinkelsbühl i Rothenburg ob der Tauber i en castells com Burg Harburg i el famós Neuschwanstein. La Carretera Romàntica és marcada pels camins amb signes marrons.

## Al llarg de la ruta
De nord a sud:
- Würzburg.
- Holzkirchen (Unterfranken). (Nou itinerari des del 2016)
- Urphar. (Nou itinerari des del 2016)
- Wertheim. (Nou itinerari des del 2016)
- Tauberbischofsheim.
- Lauda-Königshofen.
- Bad Mergentheim.
- Weikersheim.
- Röttingen.
- Creglingen.
- Rothenburg ob der Tauber.
- Schillingsfürst.
- Feuchtwangen.
- Dinkelsbühl.
- Wallerstein.
- Nördlingen.
- Harburg.
- Donauwörth.
- Augsburg.
- Friedberg.
- Kaufering.
- Landsberg am Lech.
- Hohenfurch.
- Schongau.
- Peiting.
- Rottenbuch.
- Wildsteig.
- Steingaden i Wieskirche.
- Halblech.
- Schwangau, Neuschwanstein i Hohenschwangau.
- Füssen.

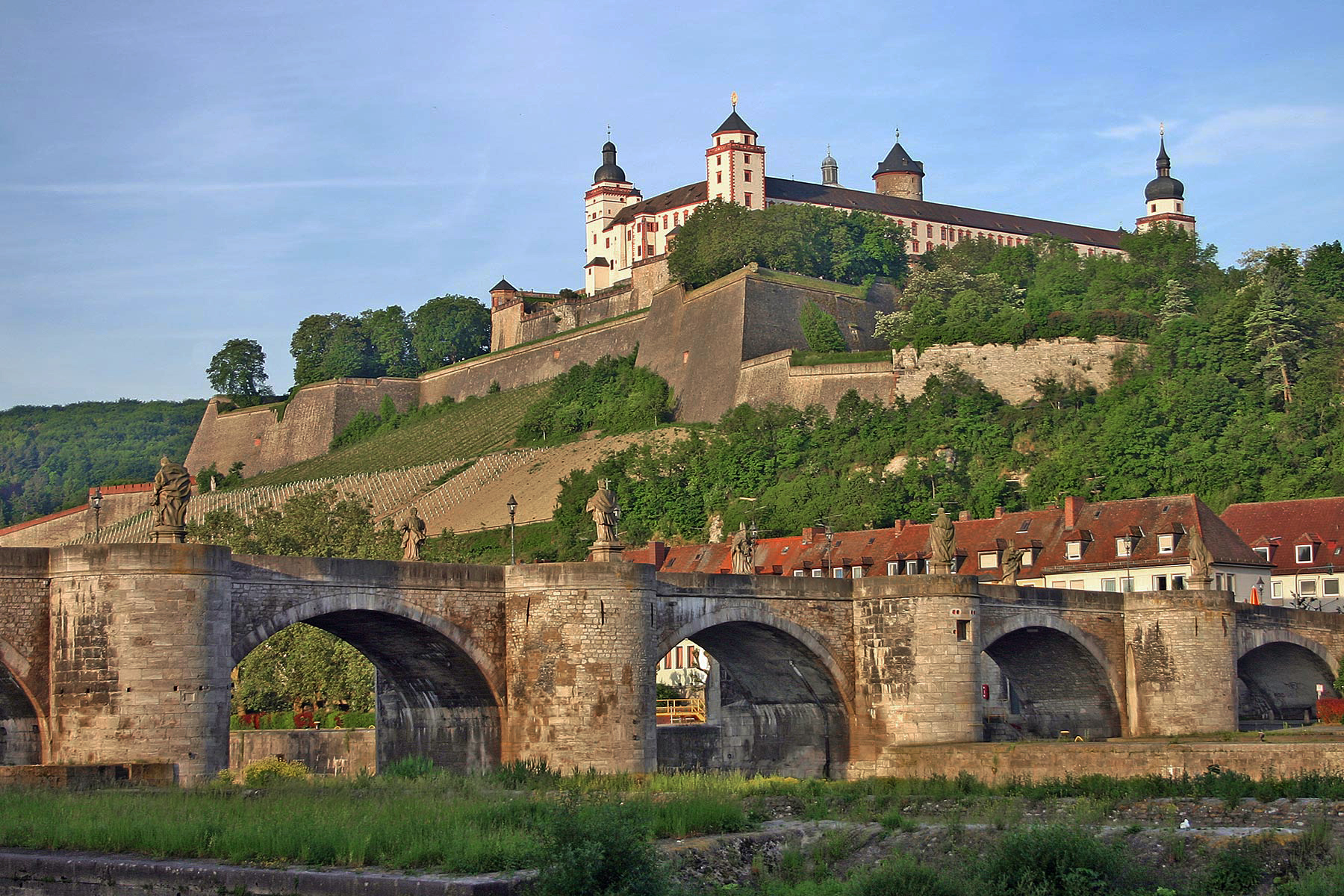
Würzburg
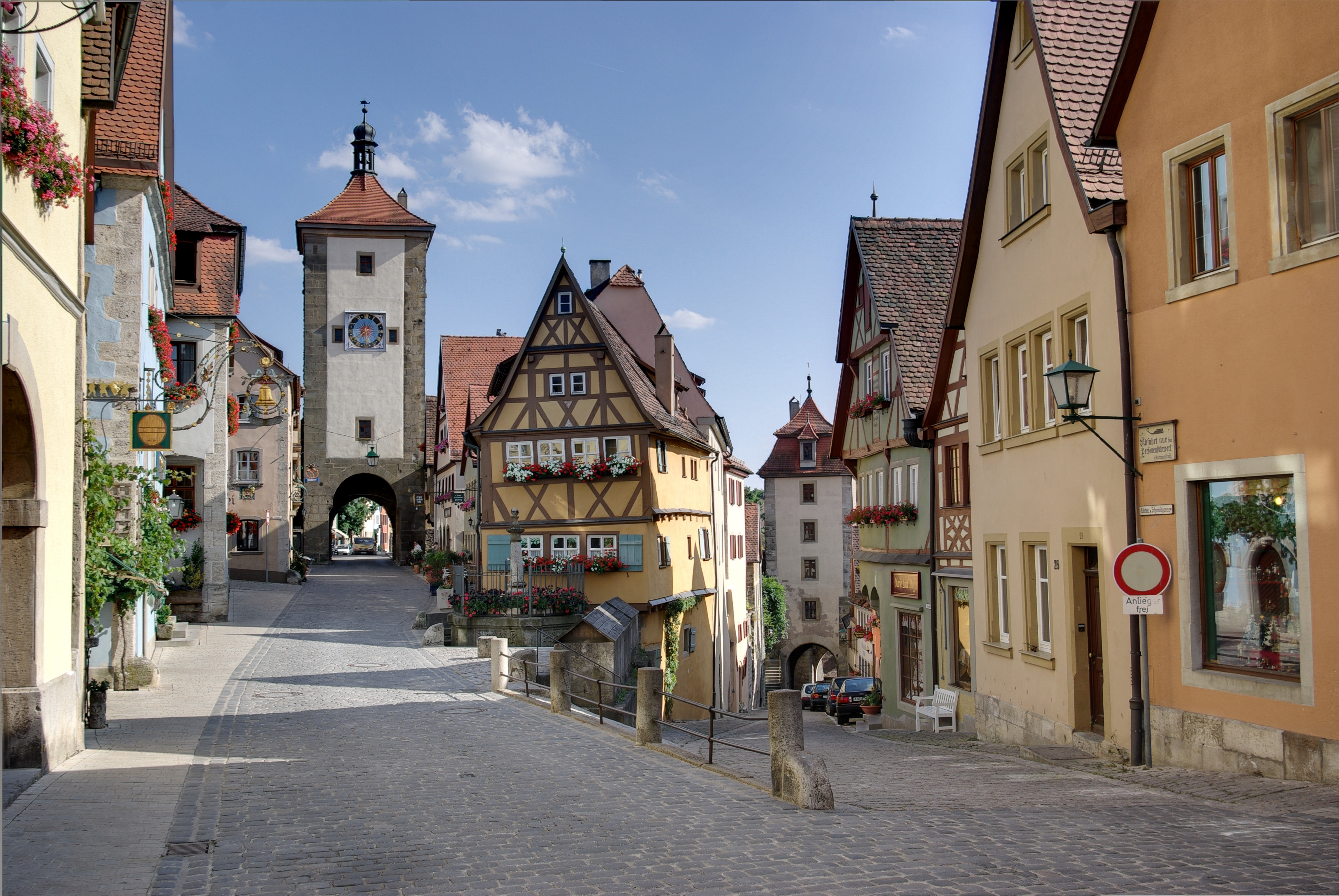
Rothenburg ob der Tauber
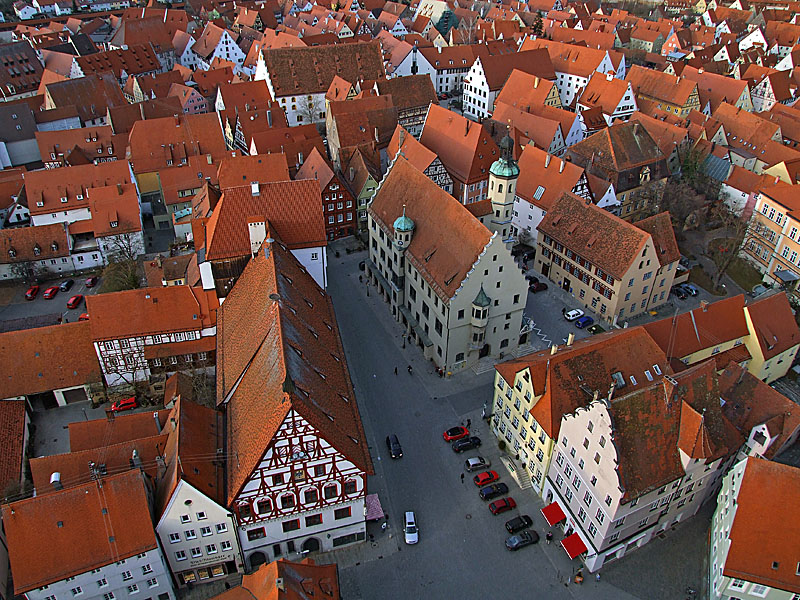
Nördlingen
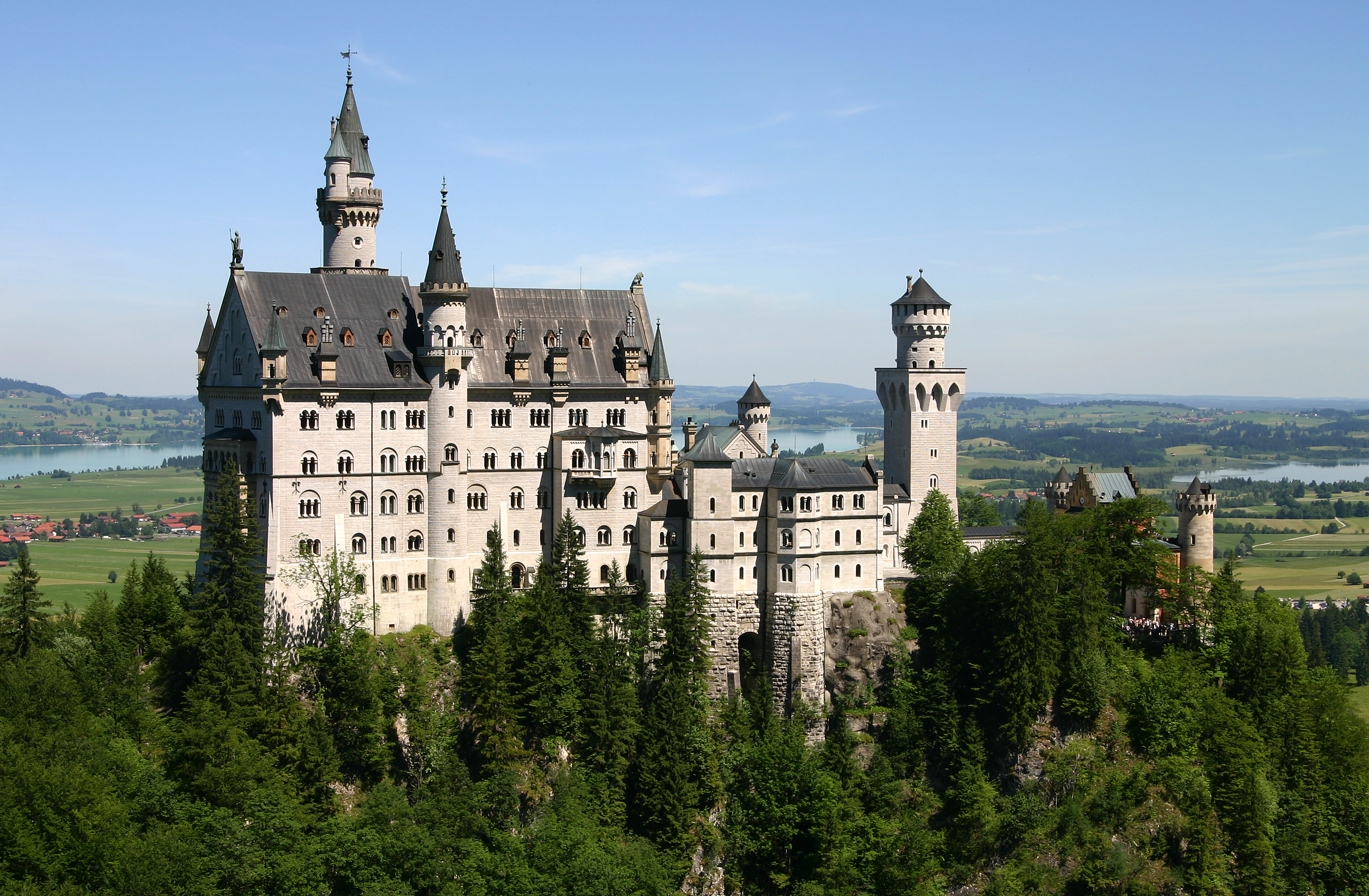
Neuschwanstein i Hohenschwangau
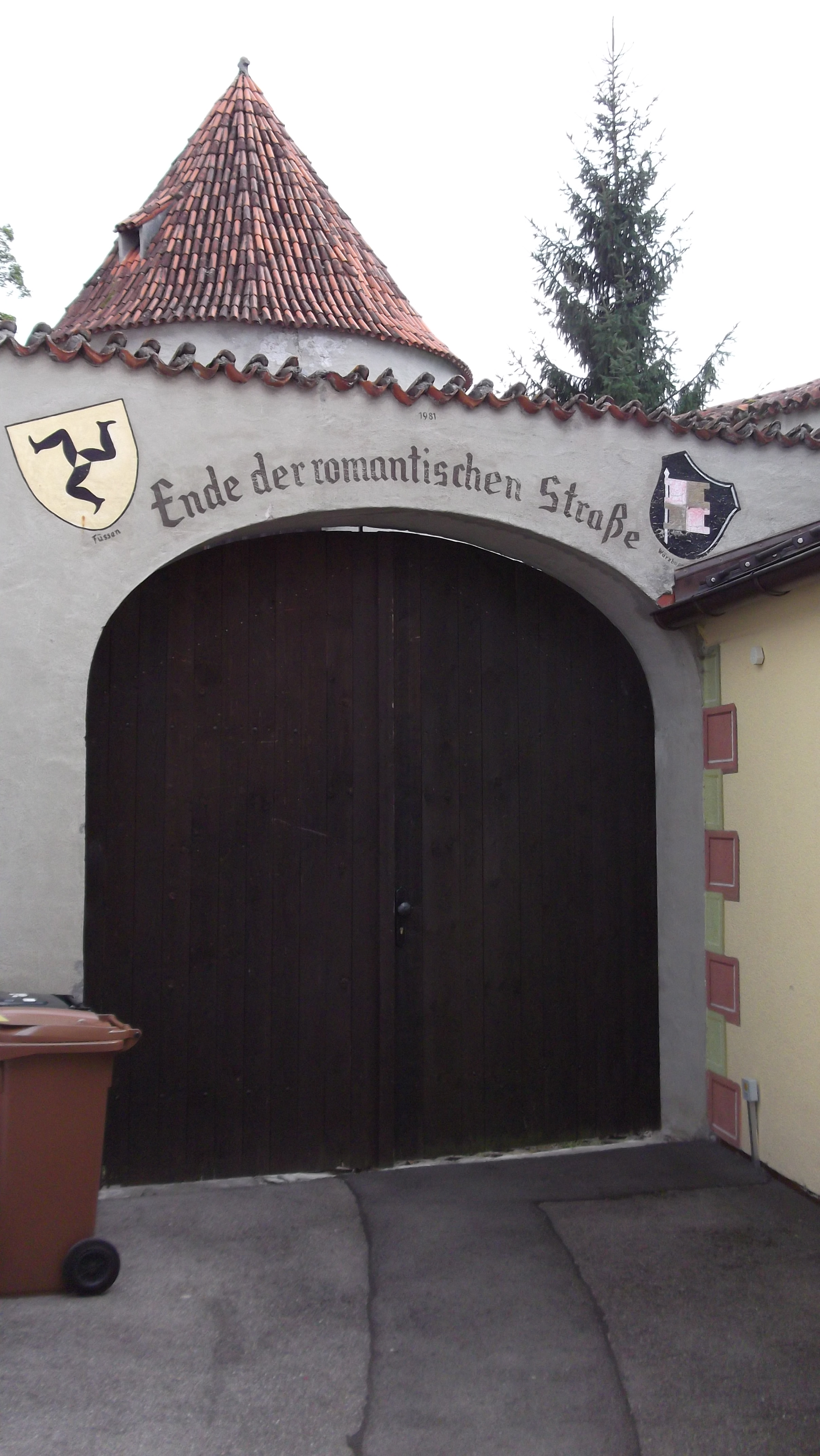
Final de la Carretera Romàntica a Abbey St. Stephan dintre de Füssen